# Abat-jour

Due modelli di abat-jour

L'abat-jour o paralume è un oggetto troncoconico che copre una lampadina per deviare o per creare una luce soffusa, per ridurre l'intensità della sorgente luminosa; per estensione il termine abat-jour viene utilizzato per indicare l'intera lampada con il paralume e la lampadina. 
Comunemente esso è costituito da un telaio o riflettore fatto di carta o stoffa attaccato al portalampade. Si presenta con forme coniche o cilindriche. Al di là del suo scopo pratico, viene anche utilizzato come elemento decorativo ed estetico.